# Gabbiella rosea
Gabbiella rosea é uma espécie de gastrópode  da família Bithyniidae.
É endémica do Quénia.
Os seus habitats naturais são: lagos de água doce.